# Phare de Punta Macolla
Le phare de Punta Macolla est un phare actif situé dans la commune de Falcón sur la péninsule de Paraguaná au nord de l'État de Falcón au Venezuela.
Le phare appartient à la marine vénézuélienne et il est géré par l'Oficina Coordinadora de Hidrografía y Navegación (Ochina).

## Histoire
La péninsule de Paraguaná fut autrefois une île rattachée maintenant au continent par un tombolo  qui se trouve dans le Parc national Los Médanos de Coro.
Un premier phare y a été établi en 1927. Gravement endommagé dans les années 1980, il a été remplacé par le nouveau  phare , mis en service en 1988. La tour intègre des quartiers de gardien à un étage avec un revêtement en bois. Il est accessible par un sentier de randonnée. Il ne se visite pas

## Description
Ce phare est une tour octogonale métallique à claire-voie, avec une galerie et lanterne de 41 m de haut, sur une base en béton. Le phare est rouge avec deux bande blanche horizontale. Il émet, à une hauteur focale de 48 m, un éclat d'une seconde par période de 10 secondes. Sa portée est de 20 milles nautiques (environ 37 km).
Identifiant : ARLHS : VEN-018 - Amirauté : J6312 - NGA : 16896 .

## Caractéristique dufeu maritime
Fréquence : 10 secondes (W)
- Lumière : 1 seconde
- Obscurité : 9 secondes

|              |
| Localisation |

|                        |
| Péninsule de Paraguaná |

|          |
| Le phare |

### Lien connexe
- Liste des phares du Vénézuela